# Schausia darocana
Schausia darocana är en fjärilsart som beskrevs av Druce 1895. Schausia darocana ingår i släktet Schausia och familjen nattflyn. Inga underarter finns listade.